# Björntjärnen (Bollnäs socken, Hälsingland, 679182-152157)
Björntjärnen är en sjö i Bollnäs kommun i Hälsingland och ingår i Ljusnans huvudavrinningsområde. Sjön har en area på 0,0702 kvadratkilometer och ligger 173,3 meter över havet.

## Delavrinningsområde
Björntjärnen ingår i det delavrinningsområde (679131-152195) som SMHI kallar för Utloppet av Hemlingen. Medelhöjden är 191 meter över havet och ytan är 5,51 kvadratkilometer. Det finns ett avrinningsområde uppströms, och räknas det in blir den ackumulerade arean 25,38 kvadratkilometer. Kilån (Flugån) som avvattnar avrinningsområdet har biflödesordning 2, vilket innebär att vattnet flödar genom totalt 2 vattendrag innan det når havet efter 61 kilometer. Avrinningsområdet består mestadels av skog (81 procent). Avrinningsområdet har 0,65 kvadratkilometer vattenytor vilket ger det en sjöprocent på 11,8 procent.